# Soret-Bande
Die Soret-Bande ist die intensivste Bande im sichtbaren Bereich der Absorptionsspektren von Porphyrinen. Sie liegt im blauen Wellenlängenbereich und ist nach ihrem Entdecker Jacques-Louis Soret benannt, der sie erstmals in verdünntem Blut entdeckte und beschrieb. Sie ist ein wichtiges Instrument in der Absorptionsspektroskopie von Porphyrinen, zu denen Häme und Chlorophylle gehören.
Das Absorptionsmaximum ist von der Polarität des Lösungsmittels abhängig. Im jeweils gleichen Lösungsmittel kann man unterschiedliche Chlorophylle wie Chlorophyll a, b oder Bacteriochlorophyll a durch die jeweils charakteristische Wellenlänge des Absorptionsmaximums und den molaren Extinktionskoeffizienten unterscheiden.
Cytochrome sind ebenfalls Porphyrine. Frühere Forschungen an Hefezellen wiesen die Zerstörung der Cytochrome durch Licht, insbesondere durch blaues Licht, nach. Aktuellere Erkenntnisse gehen davon aus, dass der Tagesrhythmus der Hefezellen mithilfe der Absorption angepasst wird. Diese Modulation könnte die Zellen vor Lichtschädigung und Sauerstoffradikalen schützen.